# Капитолийски храм
Капитолийският храм, известен още и като Храмът на Юпитер Капитолийски (на латински: Aedes Iovis Optimi Maximi Capitolini, aedes Capitolina) е древен храм на Капитолий. В него се е отдавала почит на капитолийската триада (Юпитер, Минерва и Юнона).

## История и произход на храма
Храмът на Юпитер Оптимус Максимус е построен на южния връх на Капитолийския хълм, откъдето произлиза и другото му название Капитолийският храм. Той е посветен на триадата-Юпитер, Минерва и Юнона. Построен е така, че да може да бъде забелязван от всички страни. Преди построяването му на това място били създавани култове и олтари на различни богове, но след победата на цар Нума Помпилий над италийското племе на Сибилите, повечето от тях били унищожени и на тяхно място била издигната колосалната етруска постройка. Според историците строежът започва по времето на царската епоха. Тарквиний Приск, първият цар от етруската династия, създава планове за построяване на храма. По време на царуването на втория цар с предполагаем етруски произход Сервий Тулий, няма данни за работа и дострояване на храма. Причините, поради които е преустановен строежът не са ясни. Третият етруски цар Луций Тарквиний Горди (внукът на Тарквиний Приск) продължава строежа на светилището, но бива прекъснато от смъртта на баща му. Той не успява да завърши храма, а с него настъпва краят на монархията в Рим.
Храмът е открит от Марк Хораций Пулвит, консул от началото на Римската република, а самото освещаване на храма е извършено през септември 509 г. пр.н.е. С тази датировка римската традиция представя храма като култово средище на републиката, въпреки че е замислен и започнат от царете.
По време на Римската република намерената информация за храма е сравнително малко. Известно е, че е опожаряван многократно в големите пожари на през 84 г. пр.н.е, 69 и 80 г. Въпреки това храмът винаги е бил реставриран с малки промени по конструкцията.
Последното ограбване на Капитолийския храм и унищожение настъпва през пети век от новата ера, когато на територията на Рим нахлули вандалите и не оставили неразрушен нито един храм.
След това храмът на Юпитер е забравен и съдбата му остава неизвестна. В средновековните текстове светилището не се споменава.
През Ренесанса, когато се засилва интереса към античния свят, храмът е разкопан, но от него са запазените само неговите основи. Това били и едни от първите стъпки в археологията. Това от своя страна я развива, тъй като започва търсене на останки от древни паметници. Тази традиция успява да се
съхрани и разгърне през вековете. Именно благодарение на тези нови интереси – издирване и превеждане на антична литература, до нас е достигнала повече
информация за светилището. 

## Архитектура
Капитолийският храм е построен на висок подиум. Мерките му били внушителни за времето си, в което бил построен, а именно 62 m дължина и 53 m ширина. Сградата била с южно изложение и имала три реда с по шест колони от предната страна, и по един ред с по шест колони по страничните части. Според историците това било типична етруска постройка – обградена от колони от три от страните, а четвъртата (задната част) без фасадни колони. Капитолийският паметник имал три паралелни cellae (зали), които принадлежали на Юпитер, Минерва и Юнона. Най-голямата и централна зала била предназначени за Боговете били направени от глина. Юпитер Оптимус Максимус бил изобразен в седнала позиция със светкавица в дясната ръка, облечен в туника украсена с палмови клонта била дело на скулптура Вулка. Дясната зала била посветена на Минерва, а лявата на Юнона, като във всяка зала е имало олтар. На покрива на храма е имало първоначално теракотена, впоследствие заменена от бронзова скулптура на Юпитер в квадрига.

### Храмът на Юпитер Оптимус Максимус в античната литература
Храмът на Юпитер Оптимус Максимус датира от времето на етруските царе, но оттогава до наши дни няма почти никакви запазени артефакти. Затова най-често се позоваваме на информация за храма от античната литература и автори. Историческите извори ни дават сведения за изграждането на храма и за събитията, които са се случвали в него през годините.
В по-ранната литература (I век пр.н.е.) за основател на Капитолийския храм е приет Ромул. Това е първата преразгледана и отхвърлена от изследователите теза, тъй като историята съставена на базата на мит. Установява се, че основателите са етруските царе Тарквиний Приск и Тарквиний Горди.
            Според Плутарх и Ливий за Тарквиний Приск било от изключителна важност да избере правилното място за началото на строежа. Така той се спира на Капитолийския хълм, на който полага основите на храма. Историци свидетелстват за това, че на мястото на което е построено светилището е имало по-стари и различни олтари на други божества и това била една от причините да бъде смятано за свещено от етрусите.
            Тит Ливий пише, че Тарквиний искал „да построи храм на Юпитер в Тарпейската скала (южния склон на Капитолийския хълм), който да служи като паметник на неговото управление и име...и тази гледка трябва да бъде достъпна за всички чужди религии..“.
От литературните източници не може да се установи точно защо храмът не е довършен още при управлението на Приск. Една от версиите, която научаваме от Ливий е, че кръг от жреци обявили това място за прокълнато от култовете на предишните богове. Хората мислели, че молитвите им няма да успеят да напуснат земята и да стигнат до боговете. Вследствие на това те изоставили мястото. Други източници сочат, че проектът се оказал твърде амбизиозен за Тарквиний Приск и не успял да бъде завършен по време на неговото царуване.
         В литературата могат да се проследят много истории и митове свързани с Капитолийския храм. Впечатление прави легендата за това как хълмът и светилището добиват своето име. Според този мит при изкопаването на основите на храма е намерена перфектно запазена човешка глава (caput от лат.). Това било интерпретирано от жреците като знак за бъдещто величие на Рим. След това знаково събитие хълмът получил името си Capitolia.
Както беше изложено по-напред издигането на храма след управлението на Тарквиний Приск било продължено не от неговия наследник Сервий Тулий, а от неговия внук Тарквиний Горди. Ресурсите, с които Тарквиний подновява строежа на светилището
са били набавени главно от данъци и такси, които били събирани от градовете Апиола, Суеса Помеция и др. За този мащабен проект освен средства Терквиний Горди трябвало да осигури и голям набор от работна ръка. Предполага се, че строителите били също от района на Лаций. Тези данни са посочени в литературното наследство на Ливий, а по-късно и в това на Дионисий Халикарнаски и Плутарх. Дионисий Халикарнаски дава много подробно описание на това как е изглеждал храмът („Римска археология“ 3.69). Той описва архитектурата на храма и успява да даде много прецизни мерки за неговата големина. Благодарение труда си „Римска археология“, в който е включено описанието на храма, Дионисий Халикарнаски създава класификация на петте типа храмово строителство и материалите за изработката всеки един от тях.
Особено интересно е описанието на статуята на Юпитер. Както вече беше споменато, Юпитер бил изобразен в седнала позиция, със светкавица в ръка. Статуята била облечена в традиционни за етруските дрехи: tunica palmata и toga picta над нея. Известно е, че лицето на статуята било боядисано в червено и заради това в знак на почит, по време на война или важни религиозни събития, хората също боядисвали лицата си в червено. Предполага се, че другите две божества също са имали собствени олтари и статуи, за чийто автор отново се смята, че е Вулка от Вейи. Според историците Тарквиний Горди възложил и друга задача на твореца от Вейи. Вулка създава quadriga на храма. Скулптурата била поставена в най-високата част на покрива на храма.
За тази колесница съществува интересна история, достигнала до нас благодарение на Плутарх. Той казва, че когато статуята била направена във Вей и била сложена в пещ за изпичане, вместо да загуби вода и да намали големината си, статуята започнала да набъбва и станала толкова голяма, че счупила пеща. Това събитие било тълкувано от гадателите като поредното знамение за бъдещата мощ на Рим.
Квадригата направена от terracota се заменя от бронзова през 296 г. пр.н.е. Цицерон споменава и за друга глинена статуя на върха на храма, образ на Бог Суман, която била покосена от гръм през 275 г. пр.н.е.
В подземните стаи се съхранявали Сибилинските книги, които представлявали пророчески книги, сбирка от оракулски предсказания, представени в хекзаметри, откупени от последния римски цар Тарквиний Горди от пророчицата Сибила. Според древните източници те са били три на брой и римляните се обръщали към тях с разрешението на Сената, за да се определи какво трябва да се предприеме и да се умилостивят боговете при лоши знамения или при неблагоприятни за държавата обстоятелства. Сибилинските книги се съхранявали и тълкували от жреческа колегия. От тези книги са оцелели само фрагменти.
В периода около 450 – 460 г. пр.н.е. литературните източници разкават за многобройни дарения и посвещения на златни корони, статуи, скъпи предмети и други материални блага, извършени от магистрати и аристократи
в чест на храма.
Разполагаме с оскъдни сведения за Капитолийския храм по време на Ранната римска република. Светилището изглежда оставено на заден план и дори остава и непроменено архитектурно до времето на Късната римска република.
През 83 г. пр.н.е храмът е напълно унищожен от голям пожар. Pеконструкцията е започната от Луций Корнелий Сула и завършена от Квинт Лутаций Катул. Той преосвещава светилището през 69 г. пр.н.е. През втората половина на I век пр.н.е. реконструкции са извършени от Юлий Цезар и от Август. След това храмът е унищожен за втори път от пожар през 69 г., и за трети през 80 г. Реконструкцията била по подобие на първия храм, с тази разлика, че били добавени по-високи колони направени от мрамор и добавени златни пръстени – скъпа и луксозна реновация. Колоните били донесени от Олимпейонът в Атина от Сула. Тя символизирала триумфа, новия установен ред и силата, не толкова на републиката като цяло, а по-скоро на сената.
Капитолийският храм посветен на божествената триада, успява да остане един от най-забележителните паметници през V – VI век. Поради новите религиозни проемни и течения, светилището остава забравено по време на Средновековието. До началото на Ренесанса, почти всички артефакти от храма са изгубени и унищожени, за това в днешни дни той остава до голяма степен забулен в мистерия.